# Agrupació Astronòmica de Sabadell
De Agrupació Astronòmica de Sabadell, afgekort AAS, is een vereniging die geïnteresseerden in de astronomie vanuit heel Spanje samenbrengt. Het doel van de vereniging is om sterrenkunde te beoefenen en te verspreiden. Het betreft een zeer actieve organisatie met meer dan 1000 leden in Spanje en het buitenland. De AAS is lid van de Sociedad Española de Astronomía, de Spaanse Vereniging voor Sterrenkunde. Daarnaast werkt ze samen met verschillende internationale organisaties, zoals de International Occultation Timing Association, de AAVSO en het MPC. In 2006 werd de AAS tot instelling van algemeen nut verkozen door het Ministerie van Binnenlandse Zaken van Spanje.

## Voorzitters

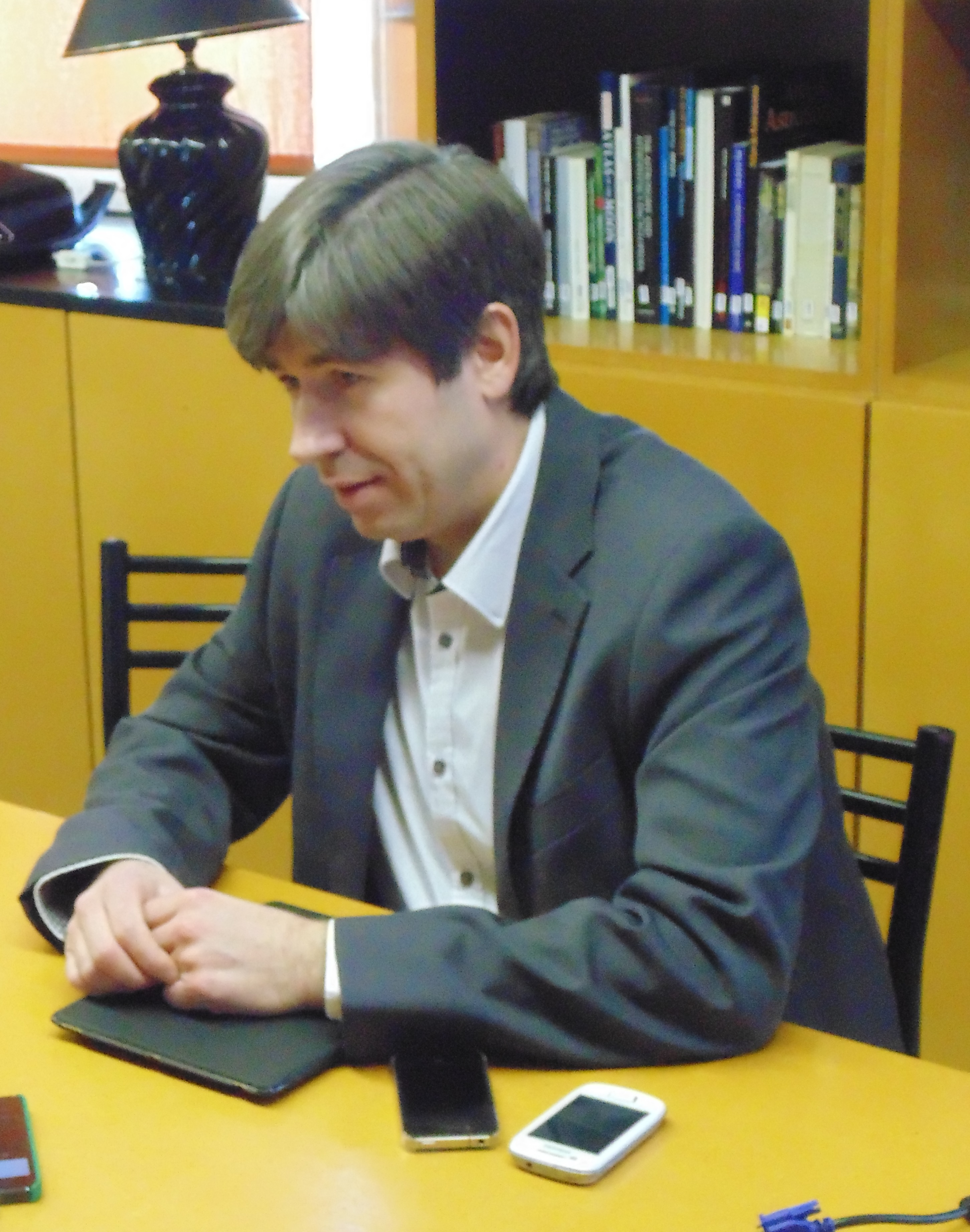
Xavier Puig, voorzitter van 2014 tot 2016

De AAS heeft de volgende voorzitters gehad sinds haar bestaan:
- 1960-1962: Carles Palau
- 1962-1965: Jaume Moreu
- 1965-1979: Feliu Comella
- 1979-2006: Josep Maria Oliver
- 2006-2010: Antoni Ardanuy
- 2010-2014: Àngel Massallé[7]
- 2014-2016: Xavier Puig[8]
- 2016-2019: Xavier Bros[9]
- 2019-: Emili Capella

## Activiteiten en evenementen

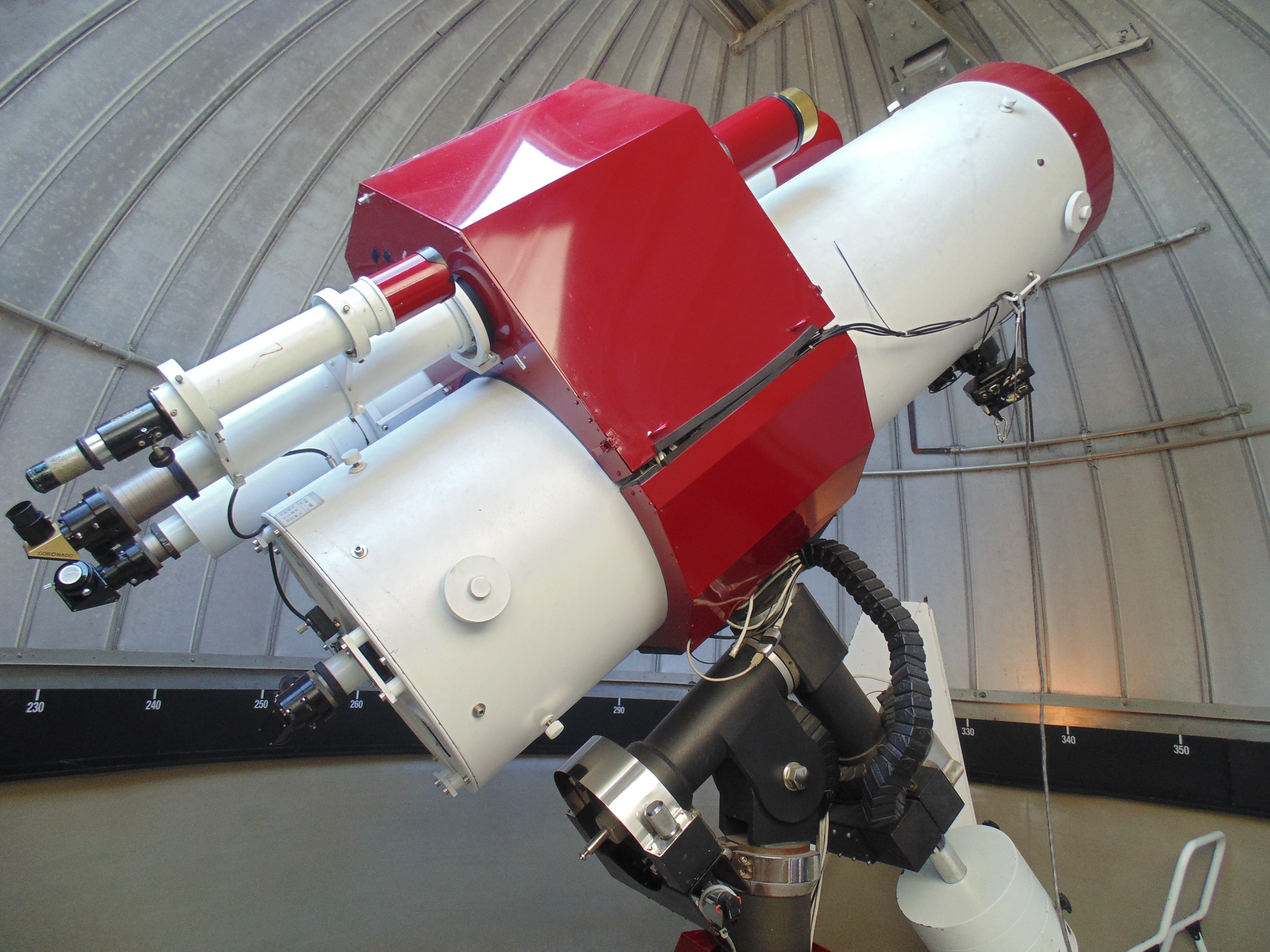
De telescoop van de AAS

De Agrupació Astronòmica Sabadell organiseert activiteiten om kennis over astronomie te verspreiden, zowel voor haar leden als voor een breed publiek van alle leeftijden. De belangrijkste activiteiten zijn de conferenties op de woensdagavond, cursussen en workshops, live sessies via internet en onderzoek. Ook heeft de organisatie verscheidene evenementen georganiseerd, zowel nationaal als internationaal, zoals de organisatie van het European Symposium on Occultation Projects in 2001 en een halfjaarlijks evenement waarbij de sterrenwacht bezocht wordt, sterren met de telescoop bestudeerd worden, een conferentie gehouden wordt en een diner.